# Via Ardeatina

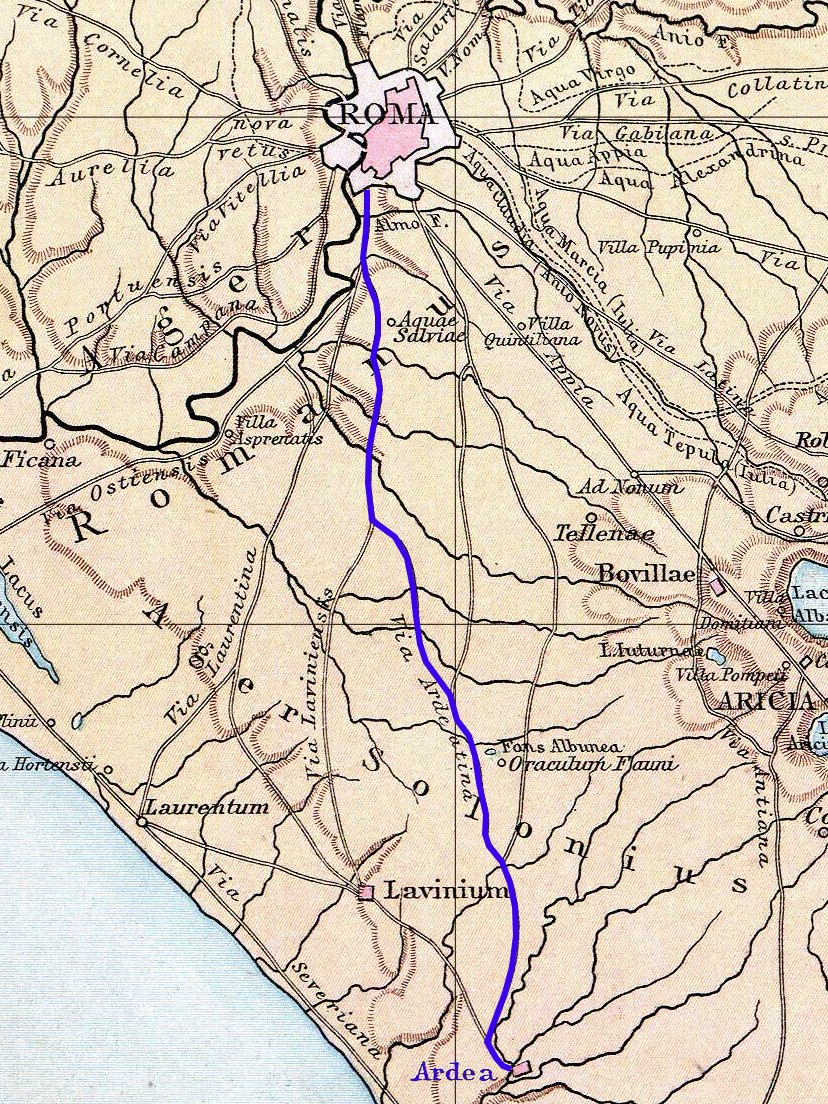
Tracé de la Via Ardeatina.

La Via Ardeatina, en français voie Ardéatine, est une route de l'Empire romain reliant Rome à la ville éponyme d'Ardea, située dans le Latium à environ 40 km de la capitale.
La via Ardeatina est mentionnée dans les régionnaires de Rome, document postérieur à 337 (année de la mort de l'empereur Constantin), et par des textes de Rufius Festus datant de la seconde moitié du IVe siècle.

## Historique de la voie
Ardea est un ancien port du Latium (donc sur la mer Tyrrhénienne) situé au sud de Rome. Aujourd'hui la ville d'Ardea se trouve à près d'un kilomètre du littoral.
Ardea connaît son apogée au VIIe siècle avant notre ère, donc à une époque proche de la naissance de Rome. La route de Rome à Ardea est alors un axe important pour les échanges entre les Étrusques, les Latins et les Volques.[réf. nécessaire]
Son importance décroît progressivement[réf. nécessaire]. Des fouilles qui ont eu lieu à Rome en 2015 semblent indiquer que la via Ardeatina est peu utilisée à partir de l'époque d'Auguste, qui règne de -27 à +14. Le port d'Ardea n'a en effet plus d'intérêt, alors que Rome commerce avec les grands ports de la mer Méditerranée (Rhodes, Alexandrie, Carthage, Carthagène, etc.) par l'intermédiaire de son propre port, Ostie.

## Parcours

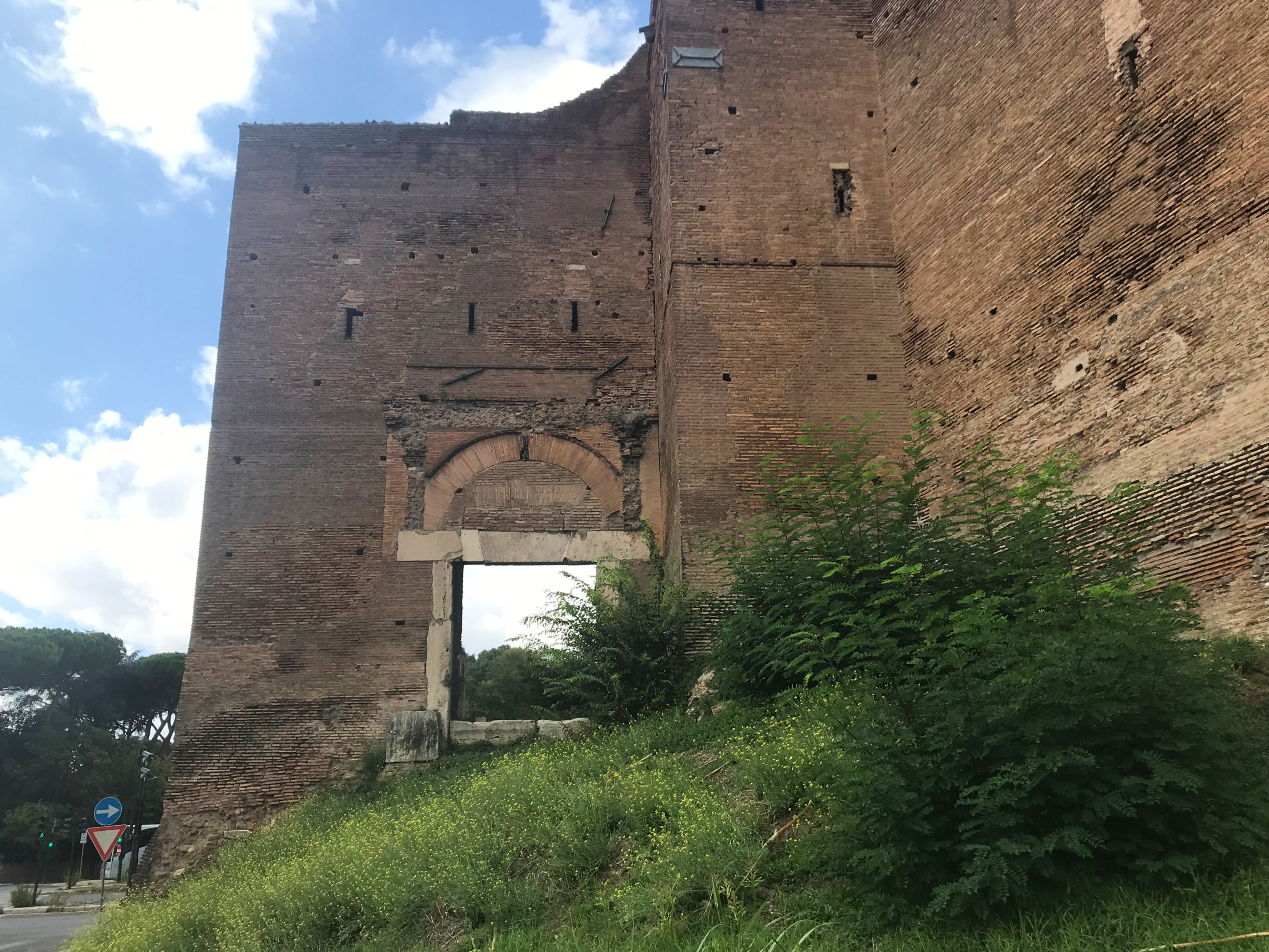
Porta Ardeatina.

À l'époque républicaine et durant le Haut-Empire, la via Ardeatina quitte Rome par la porte Naevia de la très ancienne muraille Servienne. 
À partir de la fin du IIIe siècle, elle franchit le mur d'Aurélien par la porte Ardeatine. Elle dessert alors les catacombes de Domitilla en traversant le quartier d'Ardeatino. Un peu plus loin, elle longe le sanctuaire Notre-Dame du Divin Amour.
Un peu avant Ardea, elle rejoint la via Laurentina, qui vient aussi de Rome, mais en passant d'abord à Ostie.